# O.pl

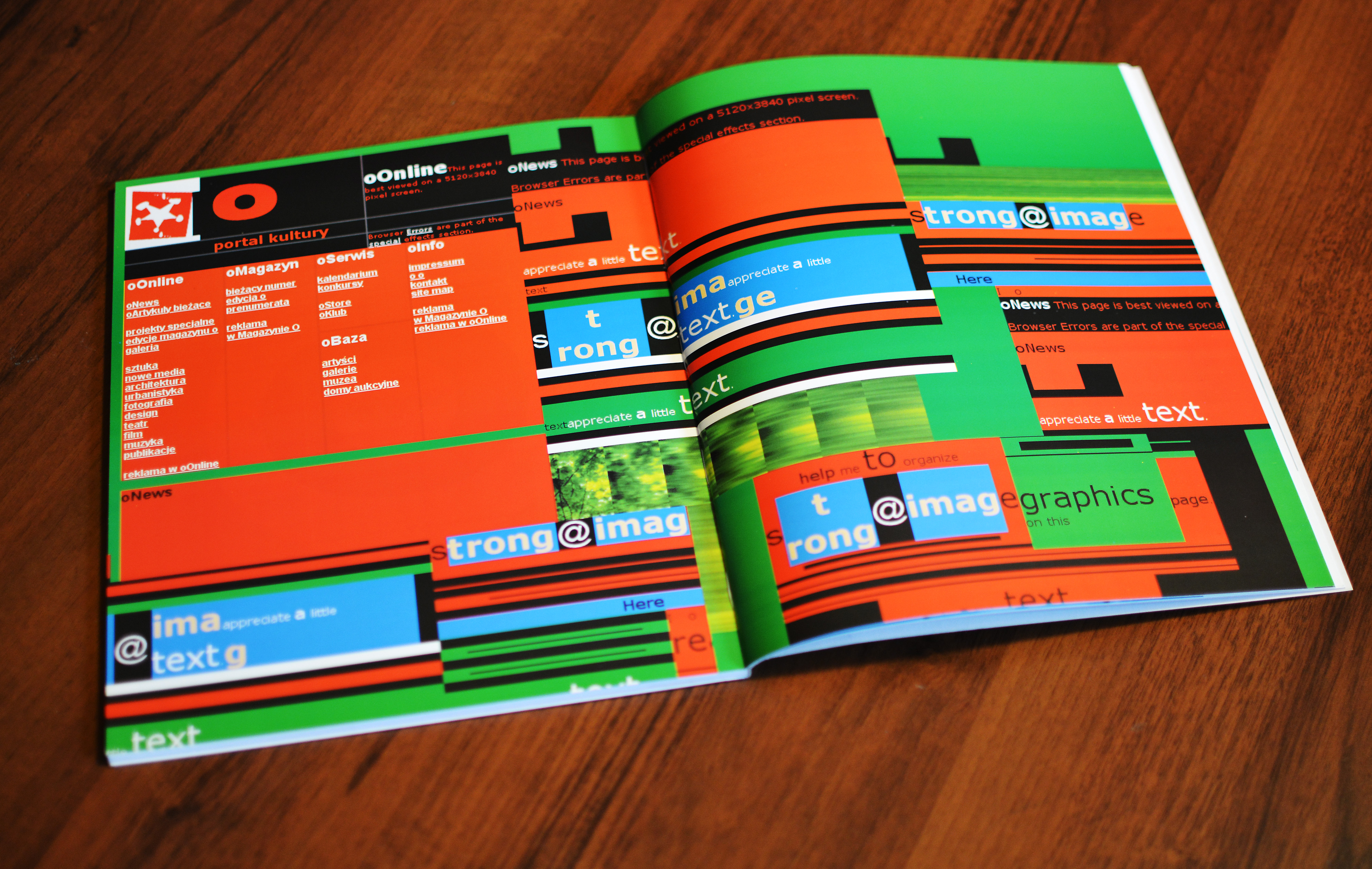
Reklama O.pl w drukowanym „O Magazynie Kultury” nr 1/99 w formie zrzutu ekranu portalu. Po prawej stronie widoczne dzieło internetowe: Codemanipulator, „O”, 1998

O.pl Polski Portal Kultury – jeden z pierwszych portali internetowych w Polsce w całości poświęcony kulturze i sztuce działający w latach 1998–2019, założony przez Wandę Dunikowską oraz Mikołaja Dunikowskiego.

## Opis
Portal informował o najważniejszych wydarzeniach kulturalnych w Polsce oraz aktywnie uczestniczył w promocji kultury i kształtowaniu opinii publicznej. Cechą charakterystyczną szaty graficznej O.pl było zintegrowane z portalem dzieło sztuki internetowej (netartu) autorstwa artysty o pseudonimie Codemanipulator.
Pierwotnie O.pl nosiło nazwę „O Magazyn Kultury”. Obok wersji internetowej, miał on być wydawany cyklicznie również w wersji drukowanej. W 1999 roku, po ukazaniu się pierwszego numeru magazynu drukowanego, podjęto decyzję o rozwijaniu medium wyłącznie w formie online.
W 2002 roku tygodnik Wprost zaliczył O.pl do „Złotej Dwudziestki” Internetu – uznając go za najlepsze źródło informacji kulturalnych.
O.pl Polski Portal Kultury był fundatorem Nagrody „O”. Wirtualną, interaktywną statuetką honorowane były ambitne, interesujące zjawiska i osobowości, które zaznaczyły się na mapie polskiej kultury. Nagrody przyznawane były w siedmiu kategoriach: sztukach wizualnych i fotografii, literaturze, muzyce, teatrze, filmie, architekturze i designie.

## Redaktorzy naczelni
Redaktorami O.pl Polskiego Portalu Kultury byli kolejno: Wanda Dunikowska, Mikołaj Dunikowski, Agnieszka Kwiecień oraz Kamila Dworniczak-Leśniak.